# ル・ペトマーヌ

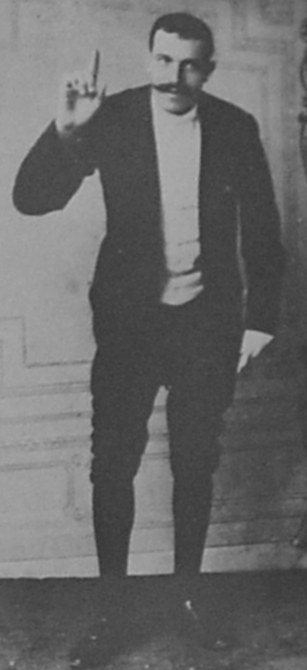
ル・ペトマーヌ

ル・ペトマーヌ（フランス語: Le Pétomane、フランス語発音: [ləpetɔˈman]、1857年6月1日 – 1945年8月8日）はフランスの放屁師（曲屁師、放屁芸人）。本名はジョゼフ・ピュジョール（Joseph Pujol）。腹部の筋肉に加える力を調整することにより、意のままに放屁しているかのように見せる芸で知られる。
芸名はフランス語の動詞péter（放屁する）に接尾辞-mane（…狂）を加えた形で、「放屁狂」を意味する。
ピュジョールの芸は本物の屁を用いた芸であると思われがちであるが、直腸に向かって空気を吸い込み、この空気を肛門括約筋を加減しつつ放出していたというのが真相である。こうした実態は、ピュジョールが芸を披露し始めた初期、軍隊時代に同僚兵に向かって行った際の記録にも示されている。

## 生涯

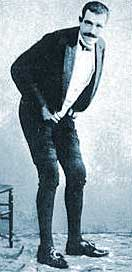
ル・ペトマーヌ（1890年頃）

ジョゼフ・ピュジョールは石工で彫刻師であったフランソワ・ピュジョールとローズ・ピュジョールの子として、マルセイユに生まれた。ジョゼフは5人兄弟の長子であった。学校を出て間もないある日、ピュジョールは海で泳いでいるときに奇妙な経験をした。頭を水面に沈めて息を止めると、氷のように冷たい感覚が下腹部に広がってきたのである。ピュジョールは恐怖にかられ、岸に走り出ると、驚いたことに肛門から水が流れ出てきた。しかしピュジョールを診た医師は、特に心配することはないと説明した。
後に軍に入隊したピュジョールは、同僚兵に自分の特殊能力について語り、平鍋に張った水を直腸に吸い込み、その水を肛門からあたり一面に撒き散らす芸を座興として何度も披露した。やがてピュジョールは水だけではなく空気も吸ったり出したりできることに気付いた。除隊してパン屋になったピュジョールは、肛門からの空気で楽器のような音を出してみせ、顧客を楽しませた。ピュジョールはこの芸で舞台に上がってみたいと決意、1887年、マルセイユで放屁芸の公演を始めた。この芸は好評で、1892年にはパリに移り、ムーラン・ルージュで芸を披露するようになった。
公演の目玉は大砲の砲撃音や雷鳴の音を出すもののほか、肛門とオカリナをゴム管でつなぎ、『オー・ソレ・ミオ』や『ラ・マルセイエーズ』を演奏するなどというものもあった。何メートルも離れたところからろうそくを吹き消すこともできた。アルバート・エドワード王太子、ベルギー国王レオポルド2世、ジークムント・フロイトといった人々も、ピュジョールの芸を観た。
しかし1894年、経済的に困窮した友人を助けようと即興で芸を披露したことが原因で、ピュジョールはムーラン・ルージュの興行主から訴えられてしまう。ムーラン・ルージュ側は勝ったものの、たった3,000フランを得ただけで、1回の公演で20,000フランを稼ぐ呼び物であったピュジョールを失うことになった。
ムーラン・ルージュを去ったピュジョールはテアトル・ポンパドゥールの名で旅回りの一座を組んだ。この時期、ピュジョールは芸を洗練し、もっと上品なものにしようと力を注いだ。得意の演目は農場を描いた自作の詩に、肛門から出す動物の声を交えたものであった。
しかし第一次世界大戦が勃発、戦乱の残酷さに直面して意欲を失ったピュジョールは舞台をやめ、マルセイユのパン屋に戻った。後にトゥーロンでビスケット工場を開いた。
1945年、88歳で死去。遺体はラ・ヴァレット＝デュ＝ヴァールの墓地に埋葬され、今でもそこに墓が残る。死後、多額の金と引き換えに遺体を調べたい、という申し出が医学校からあったが、遺族が申し出を受け入れることはなかった。
ピュジョールの至芸はその後も長く語り継がれ、その人生を元に小説・音楽・映画などさまざまな芸術作品が制作された。

## 関連書籍
- Le Pétomane 1857-1945 by Jean Nohain and F. Caradec; translated by Warren Tute. Sherbourne Press (1967)
- Le Pétomane 1857-1945 by Jean Nohain and F. Caradec; translated by Warren Tute. Dorset Press (1993)